# 49 Eridani
49 Eridani är en misstänkt variabel i Oxens stjärnbild. Trots sin Flamsteed-beteckning tillhör den inte Jungfruns stjärnbild. Den ligger på gränsen mellan stjärnbilderna och fick byta tillhörighet vid översynen av gränser mellan stjärnbilderna år 1930 och benämns efter bytet av stjärnbild ofta med sin HD-beteckning, HD 29335.
49 Eri har visuell magnitud +5,31 och varierar med amplituden 0,08 magnituder utan någon fastställd periodicitet.